# Äijänsaari (ö i Päijänne-Tavastland, Lahtis, lat 61,24, long 26,00)
Äijänsaari är en ö i Finland. Den ligger i sjön Ruotsalainen och i kommunen Heinola i den ekonomiska regionen  Lahtis ekonomiska region  och landskapet Päijänne-Tavastland, i den södra delen av landet, 130 km norr om huvudstaden Helsingfors. Öns area är 2,3 hektar och dess största längd är 230 meter i öst-västlig riktning.